# Tour de Francia 1905
El Tour de Francia 1905 fue la tercera edición del Tour de Francia y se celebró entre el  9 y el 30 de julio de 1905 y fue organizado por el diario  L'Auto . Después de las descalificaciones que hubo en la edición del 1904 en esta edición se modificaron las reglas, la más importante de las cuales era que la clasificación general no se haría por tiempo sino por puntos. Durante esta carrera se subieron los primeros grandes puertos de montaña. René Pottier fue el primero en coronar el primer gran puerto, el coll del Ballon d'Alsace.
Debido a algunos de los cambios en las reglas, el Tour de Francia 1905 tuvo menos trampas y sabotajes que ediciones anteriores, aunque no fueron eliminadas por completo. La carrera fue ganada por Louis Trousselier, que también ganó cuatro de las once etapas.

## Cambios respecto al Tour de Francia de 1904
Al terminar el  Tour de Francia de 1904 numerosos ciclistas fueron descalificados, entre ellos los cuatro primeros clasificados de la clasificación general: Maurice Garin, Lucien Pothier, César Garin y Hippolyte Aucouturier. Mauricio Garin fue sancionado inicialmente con dos años de suspensión para correr y Pothier de por vida, por lo que no podían tomar parte en el Tour de Francia de 1905. De estos cuatro ciclistas sólo Aucouturier, que había sido "amonestado", podía correr el Tour 1905. Estos ciclistas fueron descalificados por la Union Vélocipédique Française sobre la base de acusaciones por fraude en momentos en el que no había oficiales de carrera controlando. En el Tour de 1904 era muy difícil poder observar los ciclistas de forma continuada, ya que una parte importante de la carrera se disputaba de noche y la longitud de las etapas hacía difícil tener funcionarios repartidos por todas partes.
Debido a estas descalificaciones el Tour de Francia estuvo en peligro de no celebrarse más y en la edición de 1905 se produjeron numerosos cambios en la carrera para hacerla más fácil de controlar:
- Las etapas se acortaron porque no se tuviera que correr durante la noche.
- Se incrementó el número de etapas hasta 11, casi el doble que el año anterior.
- El ganador era determinado por puntos, no por tiempo.[4]

El primer ciclista en cruzar la línea de meta recibía 1 punto. Los otros ciclistas recibían un punto más que el ciclista que cruzaba la línea de llegada por delante de él, más un punto adicional por cada cinco minutos entre ellos, con un máximo de diez puntos por este concepto. De esta manera un ciclista no podía conseguir más de 11 puntos que el ciclista que había cruzado la línea de meta por delante de él.
Un ejemplo de puntuación siguiendo estos baremos aplicados en la primera etapa se pudo ver en esta tabla:
Resultados de la Primera etapa
| Ciclista                 | Tiempo   | Diferencia respecto el ciclista precedente\| | Puntos extras | Puntos |
| ------------------------ | -------- | -------------------------------------------- | ------------- | ------ |
| Louis Trousselier        | 11h 25'  | —                                            | 1             | 1      |
| Jean-Baptiste Dortignacq | + 3'     | 3'                                           | 1             | 2      |
| René Pottier             | + 4'     | 1'                                           | 1             | 3      |
| Hippolyte Aucouturier    | + 26'    | 22'                                          | 5             | 8      |
| Henri Cornet             | + 26'    | 0'                                           | 1             | 9      |
| Augustin Ringeval        | + 1h 40' | 74'                                          | 11            | 20     |
| Emile Georget            | + 2h 40' | 60'                                          | 11            | 31     |

El otro cambio importante fue la introducción de los puertos de montaña. Uno de los ayudantes de Desgrange, Alphonse Steiner, se llevó de viaje a Desgrange hacia el Coll Bayard (1.246 metros) y el Ballon d'Alsace (1.178 metros), que tenían un desnivel medio del 5,2% y máximas de un 10%, para intentar convencer a Desgrange de emplear aquellas subidas para la carrera. Desgrange aceptó, diciendo que Steiner sería el responsable si las montañas eran demasiado difíciles de subir.
En las dos ediciones anteriores el punto más alto de la carrera había sido el Col de la République, situado a 1.145 metros, pero con unos desniveles mucho más suaves.
Había dos categorías de ciclistas, los coureurs de vitesse y los coureurs sur machines poinçonnées. A los ciclistas de la primera categoría se les permitía cambiar las bicicletas, lo que podía ser una ventaja en las montañas, donde podrían utilizar una bicicleta con marchas más cortas. Los ciclistas de la segunda categoría debían emplear la misma bicicleta durante toda la carrera, y para asegurarse fueron todas marcadas.

## Participantes
Antes del comienzo de la carrera 78 ciclistas se habían inscrito para tomar parte. Finalmente dieciocho de estos no inició la carrera, por lo que fueron 60 los ciclistas que iniciaron el tercer Tour de Francia. Entre los participantes estaba el vencedor de la segunda edición, Henri Cornet, y futuros vencedores como René Pottier y Lucien Petit-Breton. Los ciclistas no iban agrupados por equipos, pero la mayoría de ellos corrían bajo un patrocinador individual. Solos  Catteau y  Lootens eran belgas, el resto eran franceses. En los días previos al inicio del Tour Wattelier,  Trousselier, Pottier y Augereau fueron considerados los principales favoritos a la victoria final.

## Desarrollo de la carrera
A pesar de los cambios producidos en las reglas, todavía había espectadores descontentos. Durante la primera etapa todos los corredores, excepto Jean-Baptiste Dortignacq sufrieron pinchazos por culpa de 125 kg de claves distribuidos a lo largo de la carretera. La primera etapa fue ganada por Louis Trousselier. En aquel período Trousselier estaba sirviendo en el ejército francés, y tuvo que solicitar un permiso excepcional a su cabeza para poder competir en el Tour de Francia, pero solo le fue aceptado un de 24 horas. Después de ganar la primera etapa y liderar la clasificación general, su permiso se alargó hasta el final del Tour. De los 60 ciclistas que tomaron la salida sólo 15 llegaron a la línea de meta dentro del tiempo previsto, 15 más lo hicieron fuera de término y el resto lo hizo el tren. 
Desgrange quería dejar a todos estos ciclistas fuera de la carrera, pero fue convencido por los ciclistas para no hacerlo, y permitió a todos los ciclistas que continuaran el día siguiente con 75 puntos.

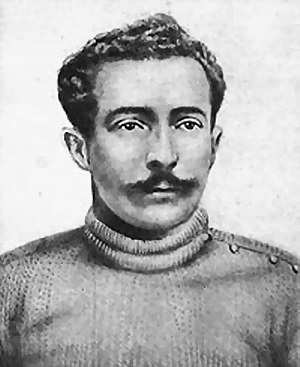
René Pottier, el primer ciclista en subir un puerto de montaña del Tour de Francia.

En la segunda etapa llegó el primer puerto de montaña de la historia del Tour, el  Ballon de Alsacia. Cuatro ciclistas fueron los escaladores más rápidos: Trousselier, René Pottier, Cornet y Aucouturier. De los cuatro, Trousselier y Aucouturier fueron los primeros en perder contacto, mientras Cornet se descolgaba en los últimos kilómetros. El cuello fue coronado en primera posición por René Pottier, sin bajar de la bicicleta, a una velocidad media de 20 km/h. Cornet, que pasó en segunda posición por la cima, tuvo que esperar 20 minutos a que llegara su bicicleta con una marcha más larga, ya que su coche de apoyo se había roto. Posteriormente Aucouturier cogió a Pottier, y lo dejó atrás, presentándose en solitario a la llegada a Besançon con 11 minutos sobre Pottier, el cual pasó a liderar la general. Siete ciclistas llegaron fuera de control, pero se les permitió participar en la siguiente etapa.
En la tercera etapa Pottier se vio obligado a abandonar por culpa de una tendinitis. El líder volvía a ser Trousselier, que también ganó la etapa.

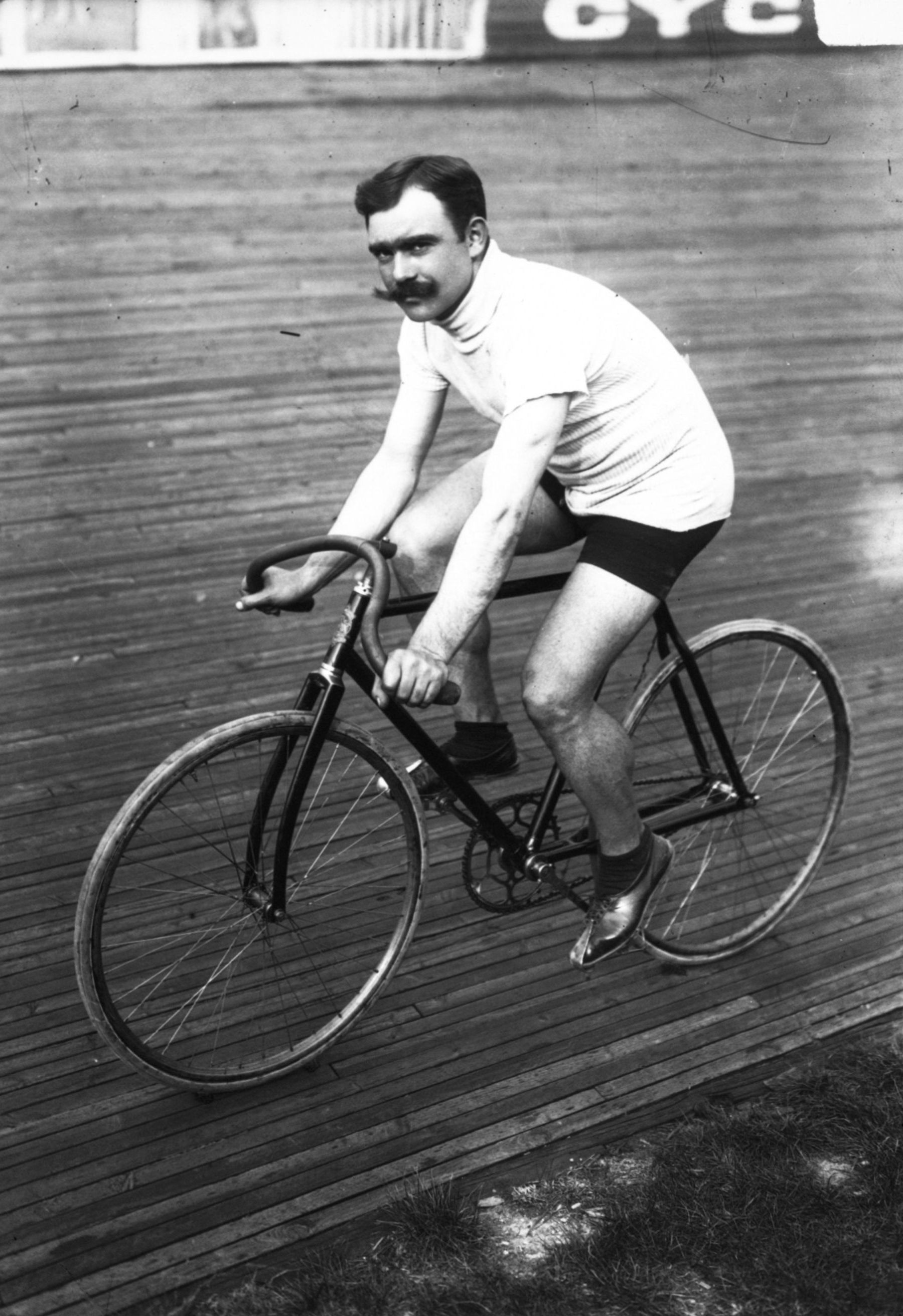
Louis Trousselier, vencedor de la tercera edición del Tour de Francia y cinco etapas.

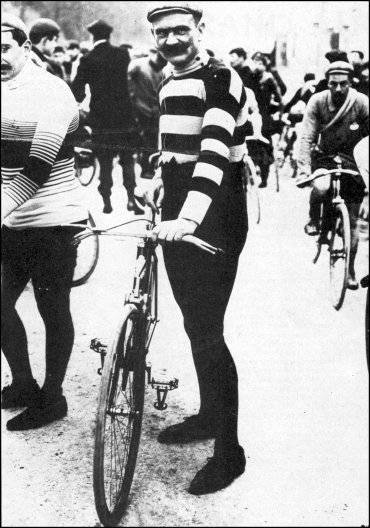
Hippolyte Aucouturier vencedor de dos etapas de esta edición del Tour de Francia.

En la cuarta etapa se superaron la Cota de Laffrey y el coll Bayard. Julien Maitron pasó en primera posición por las dos dificultades, pero Aucouturier ganó la etapa. Trousselier acabó en segunda posición, cosa que le permitió conservar el liderazgo, aunque empatado a puntos con Aucouturier. En la quinta etapa Trousselier ganó, y con Aucouturier terminando en la decimosegunda posición, Trousselier amplió significativamente la diferencia en la clasificación general.
En la setena etapa, con final en Burdeos, Trousselier pincha poco después de la salida. El resto de ciclistas rápidamente lo dejan atrás, teniendo que rodar en solitario por 200 km. Poco antes de entrar a Burdeos, Trousselier alcanza a sus rivales, y finaliza ganando la etapa al esprint.
Louis Trousselier mantuvo su ventaja hasta el final de la carrera, ganando un total de cinco etapas. Trousselier fue acusado de poca deportividad, ya que llegó a romper los tinteros de un punto de control para evitar que sus rivales firmaran. A diferencia del Tour de Francia de 1904 ningún vencedor de etapa, ni ninguno de los diez primeros de la clasificación general fue descalificado.

## Las etapas
| Etapa | Fecha       | Recorrido             | Distancia (km) | Ganador                  | Líder             |
| ----- | ----------- | --------------------- | -------------- | ------------------------ | ----------------- |
| 1.ª   | 9 de julio  | París - Nancy         | 340            | Louis Trousselier        | Louis Trousselier |
| 2.ª   | 11 de julio | Nancy - Besanzón      | 299            | Hippolyte Aucouturier    | René Pottier      |
| 3.ª   | 15 de julio | Besanzón - Grenoble   | 327            | Louis Trousselier        | Louis Trousselier |
| 4.ª   | 16 de julio | Grenoble - Toulon     | 348            | Hippolyte Aucouturier    | Louis Trousselier |
| 5.ª   | 18 de julio | Toulon - Nimes        | 192            | Louis Trousselier        | Louis Trousselier |
| 6.ª   | 20 de julio | Nimes - Toulouse      | 307            | Jean-Baptiste Dortignacq | Louis Trousselier |
| 7.ª   | 23 de julio | Toulouse - Burdeos    | 268            | Louis Trousselier        | Louis Trousselier |
| 8.ª   | 25 de julio | Burdeos - La Rochelle | 257            | Hippolyte Aucouturier    | Louis Trousselier |
| 9.ª   | 27 de julio | La Rochelle - Rennes  | 263            | Louis Trousselier        | Louis Trousselier |
| 10.ª  | 29 de julio | Rennes - Caen         | 167            | Jean-Baptiste Dortignacq | Louis Trousselier |
| 11.ª  | 30 de julio | Caen - París          | 253            | Jean-Baptiste Dortignacq | Louis Trousselier |

## Clasificación
| Clasificación general |                       |            |        |
| Ciclista              | Ciclista              | Publicidad | Puntos |
| --------------------- | --------------------- | ---------- | ------ |
| 1.º                   | Louis Trousselier     | Peugeot    | 35     |
| 2.º                   | Hippolyte Aucouturier | Peugeot    | 61     |
| 3.º                   | J.B. Dortignacq       | Saving     | 64     |
| 4.º                   | Émile Georget         | JC Cycles  | 123    |
| 5.º                   | Lucien Petit-Breton   | JC Cycles  | 155    |
| 6.º                   | Augustin Ringeval     | JC Cycles  | 202    |
| 7.º                   | Paul Chauvet          | Griffon    | 231    |
| 8.º                   | Philippe Pautrat      | JC Cycles  | 248    |
| 9.º                   | Julien Gabory         | Peugeot    | 255    |
| 10.º                  | Julien Maitron        | JC Cycles  | 304    |

## Libros y referencias
- Coll., Tour de Francia, 100 años, París, L'Équipe, 2003] (enlace roto disponible en Internet Archive; véase el historial, la primera versión y la última)., tomo 1, p.40-45 (en francés)